# Mainz Athletics

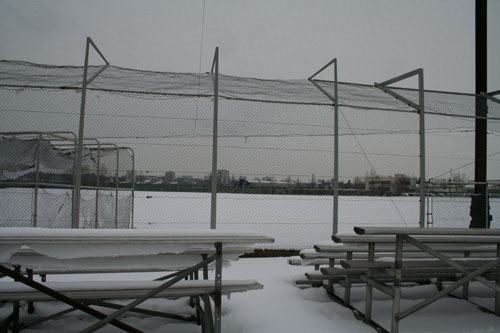
Sandflora sous la neige

Mainz Athletics est un club allemand de baseball et de softball situé à Mayence fondé en 1988. Champion d'Allemagne en titre, les A's disputent la Coupe d'Europe de baseball 2008 en juin 2008.

## Histoire
Le club est fondé en 1988 par d'anciens joueurs des Mainz Rangers. Ils accèdent en première division en 1992 et disputent les play-offs dès 1993 (quarts de finaliste) et 1994 (demi-finaliste). Encore demi-finaliste en 1995, 2002, 2004, 2005 et 2006, les A's accèdent en finale en 2007. Ils remportent le titre en s'imposant face aux Regensburg Legionäre.
Trois numéros ont été retirés : 18 pour l'Italien Toni Ciminiera et 26 et 66 pour les Allemands Marc Wiedmaier et Stephan Kaus.

## Palmarès
- Champion d'Allemagne : 2007.
- Vainqueur de la Coupe d'Allemagne : 1993.